# Portugiesische Goldküste
Die Portugiesische Goldküste (Costa do Ouro Portuguesa) waren die Besitzungen Portugals im heutigen Ghana. Sie waren Teil des portugiesischen Kolonialreichs ab dem späten 15. Jahrhundert. Sie gingen im Laufe der Zeit an die Niederlande verloren.
Die Besitzungen bestanden aus mehreren Stützpunkten:
| Portugiesische Besitzungen an der Goldküste                     | Portugiesische Besitzungen an der Goldküste | Portugiesische Besitzungen an der Goldküste |
| Name                                                            | Ort                                         | Geschichte |
| --------------------------------------------------------------- | ------------------------------------------- | --- |
| Accra                                                           | Accra                                       | 1557–1578 Portugiesische Festung, von Einheimischen niedergebrannt |
| Fort Duma                                                       | an der Mündung des Ankober (Rio da Cobra)   | 1623–1636 portugiesisch |
| Fort St. Antonio                                                | Axim                                        | 1500 (1502?) portugiesische Faktorei; 1514 von Einheimischen zerstört; 1515 erneut portugiesische Faktorei; 1541 Rekonstruktion; 8. Februar 1642 von Niederländern eingenommen und weiter ausgebaut; |
| Fort San Sebastian                                              | Shama                                       | 1526 portugiesisch; bis 1558 englisch; ab 1558 portugiesisch; 1590 Beginn des Fortbaus, 1600 wieder aufgegeben; zwischen 1600 und 1640 französisch (?); ab 1640 niederländisch; |
| Fort São Jorge da Mina (St. George’s Castle oder Elmina Castle) | Elmina                                      | 1482 portugiesisch; 1540er Rekonstruktion des Forts; 1637 niederländisch |
| Cape Coast Castle (Fort Carolusburg, Fort Karlsborg)            | Cape Coast hist. Ogua (Ugwà)                | vor 1637 portugiesischer Stützpunkt; 1638 niederländisch; |
| Fort Dom Pedro                                                  | Anashan                                     | 1640, britisch; 1683–1690 portugiesisch (nachdem diese Fort Cará wieder geräumt hatten) |
| Fort Cará                                                       | heutiges Osu Castle (Osu, Ossu, Ursue)      | 1558 portugiesische Lodge; 1576 von Einheimischen zerstört; 1580 französisch; 1583 portugiesisch, später jedoch wieder aufgegeben; 1650 schwedisch; 1652 Festungsbau von Schweden begonnen; 1658 dänisch; 1659 niederländisch; 1661 dänisch (nach offiziellen Abkauf von den Portugiesen); 1679–1683 portugiesisch (Der dänische Kommandant verkaufte das Fort wieder an die Portugiesen.); 1683 unter Kontrolle der lokalen Akwamu |